# Hoya fetuana
Hoya fetuana är en oleanderväxtart som beskrevs av Kloppenb.. Hoya fetuana ingår i släktet Hoya och familjen oleanderväxter. Inga underarter finns listade i Catalogue of Life.